# Sketch
Sketch — векторный графический редактор для macOS, разработанный голландской компанией Bohemian Coding.
Используется для проектирования интерфейсов мобильных приложений и веб-сайтов. Поддерживает возможность создания интерактивных прототипов.
Впервые был выпущен 7 сентября 2010 года и получил награду Apple Design Awards в 2012 году.
С 2016 года Sketch перешел на ежегодное продление лицензии. В течение года с момента покупки пользователи получают обновления программы, после чего они могут продолжить использовать последнюю версию, опубликованную до истечения срока действия лицензии или продлить свою лицензию, чтобы продолжить получать обновления в течение еще одного года.
В отличие от Adobe Photoshop, Sketch не использует собственных средств для отображения создаваемого контента — эти функции возложены на встроенные инструменты macOS: QuickTime, Quartz Extreme, Core Image, Core Animation, OpenGL и ColorSync.
В своей работе и создании продуктов Sketch активно используют такие компании как Apple, Facebook, Google. Sketch имеет большие возможности интеграции с другим ПО и веб-сервисами InVision, Marvel, Jira, Zeplin и Avocode. Команда Bohemian Coding старается продвигать Sketch, поддерживая развитие одного из самых больших сообществ графических дизайнеров, возникших вокруг продукта.

## Основные функции
Основные функциональные возможности Sketch для дизайнеров интерфейсов включают:
- Векторное редактирование: Sketch — это векторный редактор, который позволяет создавать масштабируемые дизайны, которые можно изменять в размере без потери качества. Это необходимо для создания интерфейсов, которые нужно отображать на разных размерах экранов.
- Символы: Символы в Sketch позволяют дизайнерам создавать многократно используемые компоненты, которые можно использовать на нескольких макетах. Это облегчает поддержание консистентности дизайна и обновление нескольких экземпляров компонента одновременно.
- Макеты: Sketch использует макеты для организации дизайнов в отдельные экраны или страницы. Это упрощает управление большими проектами с несколькими экранами или вариациями.
- Плагины: Sketch имеет большое сообщество сторонних плагинов, которые можно использовать для расширения функциональности программного обеспечения. Эти плагины могут помочь автоматизировать повторяющиеся задачи, создавать анимации или добавлять новые элементы дизайна.
- Прототипирование: Sketch включает базовый инструмент прототипирования, который позволяет дизайнерам создавать интерактивные прототипы, связывая макеты между собой и добавляя простые переходы и анимации.

В целом, Sketch — это мощный инструмент для дизайнеров интерфейсов, который предлагает ряд функциональных возможностей для создания высококачественных цифровых дизайнов эффективно.

## Конкурирующие программы
- Figma
- InVision Studio
- Adobe XD
- Framer